# Cnemoplites impar
Cnemoplites impar är en skalbaggsart som först beskrevs av Newman 1844.  Cnemoplites impar ingår i släktet Cnemoplites och familjen långhorningar. Inga underarter finns listade i Catalogue of Life.